# مايكل زيلينسكي
مايكل زيلينسكي (بالألمانية: Michał Zieliński؛ بالبولندية: Michał Zieliński) هو لاعب كرة قدم بولندي وألماني في مركز الهجوم، ولد في 6 مايو 1984 في Żernica ‏ في بولندا. شارك مع منتخب بولندا لكرة القدم. أما مع النوادي، فقد لعب مع غورنيك زابجه وكورونا كييلتسى ونادي كراكوفيا الرياضي.

## وصلات خارجية
- مايكل زيلينسكي على موقع قاعدة بيانات كرة القدم.إي يو (الإنجليزية)
- مايكل زيلينسكي على موقع ناشيونال فوتبول تيمز (الإنجليزية)
- مايكل زيلينسكي على موقع عالم كرة القدم.نت (الإنجليزية)